# Ceratina fioreseana
Ceratina fioreseana (лат.) — вид пчёл рода Ceratina из семейства Apidae (Xylocopinae).

## Распространение
Южная Америка: Бразилия.

## Описание
Мелкие пчёлы, длина тела около 5 мм. Тело слабопушенное, металлически блестящее с грубой скульптурой, окраска зеленоватая с золотисто-металлическим отливом. Самка: пять жёлтых пятен на лице и одна полоса на щеке; срединное параокулярное жёлтое пятно, не заполняющее всё пространство между глазом и усиковой впадиной и не достигающее высоты верхней части эпистомального шва; нижняя параокулярная зона полированная, гладкая; полоса щеки на нижней половине, прилегает к глазу; скапус усиков, педицель и следующие три антенномера, а также ноги медово-жёлтые. Самец: наличник почти полностью жётый, за исключением узкой полосы, окаймляющей верхний край над тенториальными ямками; два больших параокулярных жёлтых пятна рядом с наличником; верхняя губа и нижняя челюсть почти полностью жёлтые; скапус усиков и членики жгутика F1-F3 медово-жёлтые, педицель буроватый.

## Классификация и этимология
Вид был впервые описан в 2020 году в ходе ревизии, проведённой энтомологом Фавизией Де Оливейра (Favízia Freitas de Oliveira) вместе с коллегами из Бразилии (Universidade Federal da Bahia, Салвадор, Баия, Бразилия). Включён в состав подрода C. (Ceratinula). Назван в честь Oli Antonio Fiorese, Edileusa Fiorese, Henrique Gustavo Fiorese и Kaio Felipe Fiorese, владельцев фермы Nossa Senhora Aparecida (расположенной в Água Fria de Goiás, штат Гояс, средний запад Бразилии), где была собрана типовая серия. Их ферма соответствует стандартам экологической сертификации, а также принимает различные меры, благоприятные для опылителей в рамках проекта Bayer Forward Farming Project. Благодаря этим процедурам их собственность была сертифицирована экологическим агентством Round Table on Responsible Soy Association (RTRS) в качестве образцовой фермы, являясь единственной подобной фермой в Бразилии в рамках проекта Bayer Forward Farming Project и двадцать пятой в мире.